# Fins voetbalelftal (vrouwen)
Het Fins vrouwenvoetbalelftal is een voetbalteam dat uitkomt voor Finland bij internationale wedstrijden, zoals het Europees kampioenschap.

## Prestaties op eindronden

### Wereldkampioenschap
| Jaar   | Resultaat           | Wed                 | W                   | G                   | V                   | DV                  | DT                  |
| ------ | ------------------- | ------------------- | ------------------- | ------------------- | ------------------- | ------------------- | ------------------- |
| 1991   | Niet gekwalificeerd | Niet gekwalificeerd | Niet gekwalificeerd | Niet gekwalificeerd | Niet gekwalificeerd | Niet gekwalificeerd | Niet gekwalificeerd |
| 1995   | Niet gekwalificeerd | Niet gekwalificeerd | Niet gekwalificeerd | Niet gekwalificeerd | Niet gekwalificeerd | Niet gekwalificeerd | Niet gekwalificeerd |
| 1999   | Niet gekwalificeerd | Niet gekwalificeerd | Niet gekwalificeerd | Niet gekwalificeerd | Niet gekwalificeerd | Niet gekwalificeerd | Niet gekwalificeerd |
| 2003   | Niet gekwalificeerd | Niet gekwalificeerd | Niet gekwalificeerd | Niet gekwalificeerd | Niet gekwalificeerd | Niet gekwalificeerd | Niet gekwalificeerd |
| 2007   | Niet gekwalificeerd | Niet gekwalificeerd | Niet gekwalificeerd | Niet gekwalificeerd | Niet gekwalificeerd | Niet gekwalificeerd | Niet gekwalificeerd |
| 2011   | Niet gekwalificeerd | Niet gekwalificeerd | Niet gekwalificeerd | Niet gekwalificeerd | Niet gekwalificeerd | Niet gekwalificeerd | Niet gekwalificeerd |
| 2015   | Niet gekwalificeerd | Niet gekwalificeerd | Niet gekwalificeerd | Niet gekwalificeerd | Niet gekwalificeerd | Niet gekwalificeerd | Niet gekwalificeerd |
| 2019   | Niet gekwalificeerd | Niet gekwalificeerd | Niet gekwalificeerd | Niet gekwalificeerd | Niet gekwalificeerd | Niet gekwalificeerd | Niet gekwalificeerd |
| / 2023 | Niet gekwalificeerd | Niet gekwalificeerd | Niet gekwalificeerd | Niet gekwalificeerd | Niet gekwalificeerd | Niet gekwalificeerd | Niet gekwalificeerd |
| Totaal | 0/9                 | 0                   | 0                   | 0                   | 0                   | 0                   | 0                   |

### Europees kampioenschap
| Jaar   | Resultaat           | Wed                 | W                   | G                   | V                   | DV                  | DT                  |
| ------ | ------------------- | ------------------- | ------------------- | ------------------- | ------------------- | ------------------- | ------------------- |
| 1984   | Niet gekwalificeerd | Niet gekwalificeerd | Niet gekwalificeerd | Niet gekwalificeerd | Niet gekwalificeerd | Niet gekwalificeerd | Niet gekwalificeerd |
| 1987   | Niet gekwalificeerd | Niet gekwalificeerd | Niet gekwalificeerd | Niet gekwalificeerd | Niet gekwalificeerd | Niet gekwalificeerd | Niet gekwalificeerd |
| 1989   | Niet gekwalificeerd | Niet gekwalificeerd | Niet gekwalificeerd | Niet gekwalificeerd | Niet gekwalificeerd | Niet gekwalificeerd | Niet gekwalificeerd |
| 1991   | Niet gekwalificeerd | Niet gekwalificeerd | Niet gekwalificeerd | Niet gekwalificeerd | Niet gekwalificeerd | Niet gekwalificeerd | Niet gekwalificeerd |
| 1993   | Niet gekwalificeerd | Niet gekwalificeerd | Niet gekwalificeerd | Niet gekwalificeerd | Niet gekwalificeerd | Niet gekwalificeerd | Niet gekwalificeerd |
| 1995   | Niet gekwalificeerd | Niet gekwalificeerd | Niet gekwalificeerd | Niet gekwalificeerd | Niet gekwalificeerd | Niet gekwalificeerd | Niet gekwalificeerd |
| 1997   | Niet gekwalificeerd | Niet gekwalificeerd | Niet gekwalificeerd | Niet gekwalificeerd | Niet gekwalificeerd | Niet gekwalificeerd | Niet gekwalificeerd |
| 2001   | Niet gekwalificeerd | Niet gekwalificeerd | Niet gekwalificeerd | Niet gekwalificeerd | Niet gekwalificeerd | Niet gekwalificeerd | Niet gekwalificeerd |
| 2005   | Halve finale        | 4                   | 1                   | 1                   | 2                   | 5                   | 8                   |
| 2009   | Groepsfase          | 4                   | 2                   | 0                   | 2                   | 5                   | 5                   |
| 2013   | Groepsfase          | 3                   | 0                   | 2                   | 1                   | 1                   | 6                   |
| 2017   | Niet gekwalificeerd | Niet gekwalificeerd | Niet gekwalificeerd | Niet gekwalificeerd | Niet gekwalificeerd | Niet gekwalificeerd | Niet gekwalificeerd |
| 2022   | Groepsfase          | 3                   | 0                   | 0                   | 3                   | 1                   | 8                   |
| 2025   | Groepsfase          | 3                   | 1                   | 1                   | 1                   | 3                   | 3                   |
| Totaal | 5/14                | 17                  | 4                   | 4                   | 9                   | 15                  | 30                  |

## FIFA-wereldranglijst
Betreft klassering aan het einde van het jaar
| 2003 | 2004 | 2005 | 2006 | 2007 | 2008 | 2009 | 2010 | 2011 | 2012 | 2013 | 2014 | 2015 | 2016 | 2017 | 2018 | 2019 | 2020 | 2021 | 2022 |
| ---- | ---- | ---- | ---- | ---- | ---- | ---- | ---- | ---- | ---- | ---- | ---- | ---- | ---- | ---- | ---- | ---- | ---- | ---- | ---- |
| 19   | 16   | 16   | 16   | 16   | 17   | 16   | 16   | 20   | 19   | 23   | 23   | 24   | 28   | 28   | 28   | 28   | 25   | 28   | 31   |

## Statistieken
- Bijgewerkt op 11 maart 2017.

### Tegenstanders
| Tegenstander     | Wed. | W | G | V  | DV | DT | DS  |
| ---------------- | ---- | - | - | -- | -- | -- | --- |
| Armenië          | 2    | 2 | 0 | 0  | 11 | 0  | +11 |
| Australië        | 2    | 1 | 0 | 1  | 2  | 3  | –1  |
| België           | 5    | 4 | 0 | 1  | 10 | 1  | +9  |
| Bulgarije        | 2    | 2 | 0 | 0  | 12 | 0  | +12 |
| Canada           | 3    | 0 | 1 | 2  | 2  | 6  | –4  |
| China            | 7    | 1 | 2 | 4  | 3  | 9  | –6  |
| Denemarken       | 19   | 4 | 4 | 11 | 17 | 39 | –22 |
| Duitsland        | 10   | 1 | 0 | 9  | 2  | 33 | –31 |
| Engeland         | 11   | 0 | 4 | 7  | 11 | 24 | –13 |
| Estland          | 2    | 2 | 0 | 0  | 11 | 0  | +11 |
| Frankrijk        | 12   | 1 | 2 | 9  | 8  | 26 | –18 |
| Hongarije        | 4    | 3 | 1 | 0  | 10 | 1  | +9  |
| IJsland          | 5    | 2 | 2 | 1  | 6  | 4  | +2  |
| Ierland          | 4    | 3 | 0 | 1  | 7  | 3  | +4  |
| Italië           | 11   | 1 | 6 | 4  | 10 | 14 | –4  |
| Japan            | 1    | 0 | 0 | 1  | 0  | 5  | –5  |
| Joegoslavië      | 2    | 1 | 0 | 1  | 2  | 2  | 0   |
| Kazachstan       | 2    | 2 | 0 | 0  | 3  | 0  | +3  |
| Montenegro       | 2    | 2 | 0 | 0  | 8  | 1  | +7  |
| Nederland        | 7    | 3 | 3 | 1  | 8  | 3  | +5  |
| Nieuw-Zeeland    | 2    | 1 | 0 | 1  | 2  | 1  | +1  |
| Noord-Ierland    | 1    | 1 | 0 | 0  | 4  | 0  | +4  |
| Noorwegen        | 19   | 1 | 5 | 13 | 11 | 47 | –36 |
| Oostenrijk       | 2    | 1 | 0 | 1  | 3  | 4  | –1  |
| Polen            | 5    | 3 | 0 | 2  | 11 | 6  | +5  |
| Portugal         | 6    | 2 | 1 | 2  | 8  | 6  | +2  |
| Roemenië         | 1    | 0 | 0 | 1  | 0  | 1  | –1  |
| Rusland          | 10   | 5 | 0 | 5  | 19 | 17 | +2  |
| Schotland        | 9    | 6 | 2 | 1  | 17 | 10 | +7  |
| Servië           | 3    | 2 | 0 | 1  | 6  | 2  | +4  |
| Slowakije        | 7    | 4 | 2 | 1  | 9  | 4  | +5  |
| Slovenië         | 2    | 2 | 0 | 0  | 7  | 1  | +6  |
| Spanje           | 5    | 0 | 2 | 3  | 3  | 10 | –7  |
| Tsjechië         | 4    | 1 | 1 | 2  | 6  | 5  | +1  |
| Oekraïne         | 3    | 1 | 0 | 2  | 2  | 3  | –1  |
| Mexico           | 2    | 1 | 0 | 0  | 4  | 3  | +1  |
| Verenigde Staten | 5    | 0 | 0 | 5  | 1  | 16 | –15 |
| Wales            | 4    | 2 | 2 | 0  | 9  | 4  | +5  |
| Wit-Rusland      | 2    | 1 | 1 | 0  | 6  | 2  | +4  |
| Zuid-Afrika      | 1    | 1 | 0 | 0  | 2  | 1  | +1  |
| Zuid-Korea       | 2    | 0 | 0 | 1  | 0  | 4  | –4  |
| Zweden           | 17   | 0 | 2 | 15 | 9  | 64 | –55 |
| Zwitserland      | 9    | 5 | 2 | 2  | 13 | 8  | +5  |

## Selecties

### Europees kampioenschap
| Doel        |                       |  |  |                      |
| 1           | Satu Kunnas           |  |  | FC United            |
| 12          | Virva Junkkari        |  |  | HJK Helsinki         |
| 20          | Satu Peltonen         |  |  | FC Honka             |
| Verdediging |                       |  |  |                      |
| 2           | Petra Vaelma          |  |  | FC United            |
| 4           | Sanna Valkonen        |  |  | Umeå IK FF           |
| 5           | Tiina Salmén          |  |  | HJK Helsinki         |
| 6           | Eveliina Sarapää      |  |  | HJK Helsinki         |
| 14          | Heidi Ahonen          |  |  | FC Espoo             |
| 16          | Terhi Uusi-Luomalahti |  |  | FC Espoo             |
| Middenveld  |                       |  |  |                      |
| 3           | Jessica Julin         |  |  | Umeå IK FF           |
| 7           | Anne Mäkinen          |  |  | Umeå IK FF           |
| 8           | Minna Mustonen        |  |  | FC United            |
| 10          | Anna-Kaisa Rantanen   |  |  | Linköpings FC        |
| 15          | Sanna Malaska         |  |  | HJK Helsinki         |
| 17          | Linda Lindqvist       |  |  | FC Espoo             |
| Aanval      |                       |  |  |                      |
| 9           | Laura Kalmari         |  |  | Djurgårdens IF       |
| 11          | Heidi Kackur          |  |  | Kopparbergs/Göteborg |
| 13          | Jessica Thorn         |  |  | HJK Helsinki         |
| 18          | Sanna Talonen         |  |  | FC Honka             |
| 19          | Heidi Lindström       |  |  | HJK Helsinki         |

Finse voetbalbond · A-internationals · Bondscoaches · Statistieken · Fins vrouwenelftal · Olympisch elftal · Finland U21 · Finland U20 · Finland U19 · Finland U18 · Finland U17 · Finland U16
1911 – 1919 ·
1920 – 1929 ·
1930 – 1939 ·
1940 – 1949 ·
1950 – 1959 ·
1960 – 1969 ·
1970 – 1979 ·
1980 – 1989 ·
1990 – 1999 ·
2000 – 2009 ·
2010 – 2019 ·
2020 − 2029
EK 2020
OS 1912 ·
OS 1936 ·
OS 1952 ·
OS 1980
1911 · 
1912 · 
1913 · 
1914 · 
1915 · 1916 · 1917 · 1918 · 
1919 · 
1920 · 
1921 · 
1922 · 
1923 · 
1924 · 
1925 · 
1926 · 
1927 · 
1928 · 
1929 · 
1930 · 
1931 · 
1932 · 
1933 · 
1934 · 
1935 · 
1936 · 
1937 · 
1938 · 
1939 · 
1940 · 
1941 · 
1942 · 
1943 · 
1944 · 
1945 · 
1946 · 
1947 · 
1948 · 
1949 · 
1950 · 
1952 · 
1952 · 
1953 · 
1954 · 
1955 · 
1956 · 
1957 · 
1958 · 
1959 · 
1960 · 
1961 · 
1962 · 
1963 · 
1964 · 
1965 · 
1966 · 
1967 · 
1968 · 
1969 · 
1970 · 
1971 · 
1972 · 
1973 · 
1974 · 
1975 · 
1976 · 
1977 · 
1978 · 
1979 · 
1980 · 
1981 · 
1982 · 
1983 · 
1984 · 
1985 · 
1986 · 
1987 · 
1988 · 
1989 · 
1990 · 
1991 · 
1992 · 
1993 · 
1994 · 
1995 · 
1996 · 
1997 · 
1998 · 
1999 · 
2000 · 
2001 · 
2002 · 
2003 · 
2004 · 
2005 · 
2006 · 
2007 · 
2008 · 
2009 · 
2010 · 
2011 · 
2012 · 
2013 · 
2014 · 
2015 · 
2016 · 
2017 · 
2018 ·
2019 ·
2020
Albanië ·
Algerije ·
Andorra ·
Armenië ·
Azerbeidzjan ·
Bahrein ·
Barbados ·
België ·
Bermuda ·
Bolivia ·
Bosnië en Herzegovina ·
Brazilië ·
Bulgarije ·
Canada ·
Chili ·
China ·
Colombia ·
Costa Rica ·
Cyprus ·
Denemarken ·
DDR ·
(West-)Duitsland ·
Ecuador ·
Egypte ·
Engeland ·
Estland ·
Faeröer ·
Frankrijk ·
Georgië ·
Griekenland ·
Honduras ·
Hongarije ·
Ierland ·
IJsland ·
India ·
Irak ·
Israël ·
Italië ·
Japan ·
Jemen ·
Joegoslavië ·
Jordanië ·
Kameroen ·
Kazachstan ·
Koeweit ·
Kosovo ·
Kroatië ·
Letland ·
Liechtenstein ·
Litouwen ·
Luxemburg ·
Maleisië ·
Malta ·
Marokko ·
Mexico ·
Moldavië ·
Montenegro ·
Nederland ·
Noord-Ierland ·
Noord-Korea ·
Noord-Macedonië ·
Noorwegen ·
Oekraïne · 
Oman ·
Oostenrijk ·
Peru ·
Polen ·
Portugal ·
Qatar ·
Roemenië ·
Rusland ·
San Marino ·
Saoedi-Arabië ·
Schotland ·
Servië ·
Servië en Montenegro ·
Singapore ·
Slovenië ·
Slowakije ·
Sovjet-Unie ·
Spanje ·
Thailand ·
Trinidad en Tobago ·
Tsjechië ·
Tsjecho-Slowakije ·
Tunesië ·
Turkije ·
Uruguay ·
Verenigde Arabische Emiraten ·
Verenigde Staten ·
Wales ·
Wit-Rusland ·
Zuid-Korea ·
Zweden ·
Zwitserland
België (2021) · 
Denemarken (2021) · 
Rusland (2021)